# Correntes
Correntes este un oraș în Pernambuco (PE), Brazilia.